# Andrea Toresani
Andrea Torresani, né vers 1727 à Brescia et mort en 1760 dans la même ville, est un peintre italien de la période baroque, actif dans sa ville natale de Brescia, à Milan et à Venise. 

## Biographie
Andrea Torresani naît vers 1727 à Brescia.
Il aurait été formé par un peintre médiocre du nom d'Antonio Aureggio à Brescia. Il s'installe à Venise, où il est reconnu comme un excellent peintre de paysages, de portraits et comme dessinateur. Il est connu pour avoir écrit des paysages pour Zaccharia Sagredo et Pietro Guarienti.
Andrea Toresani meurt en 1760 dans sa ville natale, à l'âge de 33 ans des suites d'un AVC. 